# Chacal-dourado
O Chacal-dourado (Canis aureus), também conhecido como chacal-asiático, lobo da cana, chacal-euroasiático ou chacal-comum é uma espécie de chacal distribuída pela Ásia e África. A espécie está classificado pela IUCN como pouco preocupante, devido à sua escala generalizada em áreas com alimentos variados e condições de abrigo estáveis. Segundo estudos morfológicos e moleculares, o chacal-dourado é um parente próximo do lobo-cinzento. O chacal-dourado é altamente adaptável, sendo capaz de explorar inúmeros  alimentos, como frutas, insetos, até pequenos ungulados.

## Características
O chacal-comum é bastante similar ao lobo-cinzento em aspecto físico, bem como pouco distinto da morfologia comum dos canídeos pertencentes ao gênero Canis. Os machos medem 71–85 cm de comprimento corporal e as fêmeas 69–73 cm. Os machos pesam 6–14 kg e as fêmeas pesam 7–11 kg. A altura dos ombros é de 45–50 cm para animais de ambos sexos. Em comparação, a menor subespécie de lobo é o lobo-árabe (Canis l. arabs) pesa em média 20 kg.
O pelo do chacal é grosso e relativamente curto, com a cor de base dourada, variando sazonalmente de um amarelo cremoso claro a um fulvo escuro. A pelagem do dorso é composta por uma mistura de pelos pretos, marrons e brancos, às vezes dando a aparência de sela escura como a vista no chacal de dorso preto. As partes inferiores são de um gengibre claro à creme. Os espécimes individuais podem ser distinguidos por suas marcas claras exclusivas na garganta e no peito. O melanismo pode causar uma coloração escura nos animais, mutação esta que já foi comum em Bengala. Ao contrário dos lobos e coiotes melanísticos, que só herdaram esta cor pela hibridização com os cães-domésticos, o chacal-dourado evoluiu esta característica independentemente, sendo um traço próprio de sua evolução. O que possivelmente se trata de um espécime albino foi fotografado no sudeste do Irã durante 2012.

## Comportamento
Variando em cada região, os chacais-dourados são seres normalmente solitários e raramente fazem grupos, são pequenos porém maiores que raposas (gênero Vulpes). Normalmente, somente se tornam mais sociáveis em períodos reprodutivos. O chacal dourado apesar de poder ser um predador, é um efetivo onívoro, com sua dieta abrangindo tanto animais como coelhos, pássaros, roedores, antílopes e mesmo carniça. Mas também abrange frutas, vermes e insetos.